# Draško Zidar
Draško Zidar (Virovitica, 1961.) je hrvatski kazališni, televizijski i filmski glumac.

## Filmografija

### Televizijske uloge
- "Kumovi" kao Zdravko Đipalo Đip (2024.)
- "San snova" kao stric Damira Teletovića (2023.)
- "Mrkomir Prvi" kao Radoslav (2023.)
- "Dar mar" kao Dalibor Grob (2020.)
- "Novine" kao sudac Ustavnog suda Zvonimir Mihalić (2017. – 2020.)
- "Kad susjedi polude" kao policajac Slavko (2018.)
- "Na granici" kao Miroslav Žutelija (2018. – 2019.)
- "Lud, zbunjen, normalan" kao Sredoje Guzina (2017.)
- "Zlatni dvori" kao inspektor Đuka Balenović (2016. – 2017.)
- "Crno-bijeli svijet" kao major Jovanov (2015.)
- "Glas naroda" kao Mate Gugić (2014.)
- "Nedjeljom ujutro, subotom navečer" kao susjed Asim (2012.)
- "Stipe u gostima" kao policajac Milan (2010. – 2011.)
- "Instruktor" kao Iguman (2010.)
- "Mamutica" kao Andrija (2010.)
- "Zakon!" kao Ranko Marinković "Kiklop" (2009.)
- "Sve će biti dobro" kao Tomičić (2008.)
- "Zauvijek susjedi" kao kontrolor (2008.)
- "Ponos Ratkajevih" kao Mirko (2008.)
- "Odmori se, zaslužio si" kao policajac #1 (2007.)
- "Cimmer fraj" kao majstor (2007.)
- "Bitange i princeze" kao gospodin Šahić (2007.)
- "Bumerang" kao Lovro (2005. – 2006.)
- "Zabranjena ljubav" kao Jurin prijatelj (2005.)

### Filmske uloge
- "Zabranjeno smijanje" (2012.)
- "Iris" (2012.)
- "Josef" kao ruski major (2011.)
- "Fleke" kao taksist Goran (2011.)
- "Korak po korak" kao bradonja #2 (2011.)
- "Kotlovina" kao Mirko (2011.)
- "Reciklus" kao tetak (2008.)
- "Moram spavat', anđele" kao konobar (2007.)
- "Holding" (2001.)
- "Bijelo" kao majstor (2001.)
- "Je li jasno, prijatelju?" kao Drago (2000.)
- "Crvena prašina" kao radnik (1999.)

### Sinkronizacija
- "Potraga za Dorom" kao Dorin tata (2016.)
- "Avioni 2: Nebeski vatrogasci" kao Miki (2014.)
- "Avanture gospodina Peabodyja i Shermana" kao Agamemon (2014.)
- "Merida hrabra" kao Knez Dingwall (2012.)

## Vanjske poveznice
- Draško Zidar u internetskoj bazi filmova IMDb-u (engl.)
- Stranica na Kazalište Virovitica.hr